# Derartu Tulu
Derartu Tulu (Bekoji, región de Arsi, Etiopía; 21 de marzo de 1972) Atleta etíope especializada en carreras de larga distancia y campo a través. Ha sido dos veces campeona olímpica en los 10.000 m lisos, en Barcelona 1992 y Sídney 2000. Tres veces campeona del mundo de campo a través en los años 1995, 1997 y 2000 siendo la primera africana en ganar una medalla en estos campeonatos con su plata en 1991.

## Biografía
Nació en Bekoji, la misma aldea de donde procede Kenenisa Bekele, el gran dominador de las pruebas de fondo en categoría masculina. Además es prima de las hermanas Tirunesh, Ejegayehu y Genzebe Dibaba, tres grandes atletas que destacaron después que ella y con las que ha competido en varias ocasiones.
Era la séptima de una familia de diez hermanos. Comenzó a destacar en las carreras que se organizaban en su escuela, donde ganaba a los chicos de su edad. Luego participó en carreras de ámbito nacional, también con buenos resultados.
En 1989 participó en su primera competición internacional, los Campeonatos Mundiales de campo a través en Stavanger, Noruega, donde acabó en el puesto 23.º. Posteriormente en la edición de 1992 celebrada en Amberes, ganó la medalla de plata, convirtiéndose la primera africana que ganaba una medalla en estos campeonatos.
Su primera gran competición en pista fueron los Mundiales de Tokio en agosto de 1991, donde acabó en 8.ª posición en los 10.000 m con tan solo 19 años.
Al año siguiente se produjo su consagración en los Juegos Olímpicos de Barcelona 1992, cuando ganó el oro en los 10.000 m, convirtiéndose en la primera mujer del África subsahariana que ganaba una medalla de oro olímpica. De esta carrera lo que más se recuerda es la emotiva vuelta de honor que dio junto a la subcampeona Elana Meyer, de Sudáfrica, simbolizando el triunfo de África y el fin del apartheid también en el deporte.
Tras los Juegos pasó dos años alejada de las competiciones debido a una lesión en la rodilla. Regresó en 1995 cuando se proclamó campeona mundial de cross-country en Durham, Inglaterra.
Ese mismo año participó en los Mundiales de Gotemburgo, donde no pudo con la portuguesa Fernanda Ribeiro, y tuvo que conformarse con la medalla de plata en los 10.000 m
Los problemas volvieron para ella en 1996. Durante el Campeonato Mundial de cross-country perdió una de sus zapatillas durante la carrera, y aun así siguió luchando hasta acabar en la 4.ª posición final. Probablemente hubiera ganado de no haber sido por ese incidente.
También acabó 4.ª en los 10.000 m de los Juegos Olímpicos de Atlanta, a donde llegó aún convaleciente de una lesión.
En abril de 1997 participó en la Maratón de Boston, en la que era su primera incursión en esta prueba, y finalizó en una meritoria 5.ª posición. También ese año ganó su segundo título mundial de cross-country en Turín. Sin embargo luego no compitió en la temporada de pista, y pasó más de dos años alejada del atletismo. En este período tuvo un hijo, nacido en 1998.
Cuando muchos pensaban que se había retirado, regresó en 2000, y además en el mejor estado de forma de su vida. El 16 de abril participó en la Maratón de Londres, donde acabó en 6.ª posición con una marca bastante buena de 2h26:09 Luego ganó por tercera vez el Campeonato del Mundo de cross-country en Vilamoura, Portugal.
Ya en el verano participó en Sídney en sus terceros Juegos Olímpicos, y en la final de los 10.000 metros celebrada el 30 de septiembre consiguió la medalla de oro haciendo además su mejor marca personal y estableciendo un nuevo récord olímpico de 30:17,49. Es la única atleta que ha ganado dos veces esta prueba en unos Juegos.
En esta carrera destacó su impresionante última vuelta, que hizo en solo 60,3 segundos, dejando a sus rivales sin la menor capacidad de respuesta.
2001 también fue un año muy positivo para ella, pues consiguió la victoria en la Maratón de Londres con 2h23:57, y luego ganó su primer título mundial de 10.000 metros en los Mundiales de Edmonton, prácticamente el único logro que faltaba en su palmarés.
Posteriormente pasó un par de años discretos, en los que apenas compitió. En 2004 participó en los Juegos Olímpicos de Atenas, ya con 32 años cumplidos. Esta vez no era la favorita y muchos no contaban con ella, pero logró una meritoria medalla de bronce y acercándose bastante a su récord personal. El oro fue para la china Huina Xing y la plata para la también etíope Ejegayehu Dibaba, prima suya.
En los Mundiales de Helsinki 2005 participó en la prueba de maratón, donde finalizó 4.ª con 2h23:30, que es de hecho su mejor marca en esta distancia.
Derartu Tulu es una de las mejores fondistas de la historia, y además fue la primera atleta procedente del África subsahariana que logró grandes resultados a nivel internacional. Por ello puede decirse que es la pionera del actual dominio de las corredoras africanas, sobre todo etíopes, en estas pruebas, destacando los nombres de Gete Wami, Tirunesh Dibaba, su hermana Ejegayehu Dibaba o Meseret Defar.

## Resultados
- 1989

- 23ª en el Mundial de Cross-country en Stavanger, Noruega

- 1990

- 15.ª en el Mundial de Cross-country en Aix-les-Bains, Francia

- 1991

- 2.ª en el Mundial de Cross-country en Amberes
- Mundiales de Tokio - 8.ª en 10.000 m (32:16,55)

- 1992

- Juegos Olímpicos de Barcelona 1992 - 1.ª en 10.000 m (31:06,02)
- Copa del Mundo de La Habana - 1.ª en 3000 m (9:05,89), 1.ª en 10.000 m (33:38,97)

- 1995

- Mundiales de Gotemburgo - 2.ª en 10.000 m (31:08,10)
- Campeona Mundial de Cross-Country en Durham

- 1996

- Juegos Olímpicos de Atlanta - 4.ª en 10.000 m (31:10,46)

- 1997

- Campeona Mundial de Cross-Country en Turín
- 5.ª en la Maratón de Boston (2h30:28)

- 2000

- Juegos Olímpicos de Sídney - 1.ª en 10.000 m (30:17,49)
- Campeona Mundial de Cross-Country en Vilamoura, Portugal
- 6.ª en la Maratón de Londres (2h26:09)

- 2001

- Mundiales de Edmonton - 1.ª en 10.000 m (31:48,81)
- 1.ª en la Maratón de Londres (2h23:57)

- 2002

- 9.ª en la Maratón de Londres (2h28:37)

- 2003

- 10.ª en la Maratón de Londres (2h26:33)

- 2004

- Juegos Olímpicos de Atenas - 3.ª en 10.000 m (30:26,42)
- 8.ª en la Maratón de Chicago (2h30:21)

- 2005

- Mundiales de Helsinki - 4.ª en Maratón (2h23:30)

## Marcas personales
- 3000 metros - 8:52,90 (París, 3 de junio de 1996)
- 5000 metros - 14:44,22 (Bruselas, 5 de septiembre de 2003)
- 10.000 metros - 30:17,49 (Sídney, 30 Sep 2000)
- Maratón - 2h23:30 (Helsinki, 14 Aug 2005)